# Чорна металургія Афганістану
Чорна металургія Афганістану — галузь обробної промисловості Афганістану. В цілому розвинута слабо. В галузі відсутні заводи з повним металургійним циклом, у 2010-х роках виникло багато малих металургійних заводів, кількість яких сягала 50, що працювали на переплавці металобрухту і випуску металопрокату для будівельної галузі. У 2020 році загальна потужність всіх 50 металургійних заводів становила лише 700—800 тис. тонн сталі на рік, в той же час імпорт сталі становив 900 тис. тонн.

## Історія
Перше знайомство людини з залізом на території Афганістану відбулося у I тис. до нашої ери. Поселення Тілля-Тепе на півночі Афганістану, відкрите у 1969 році, довгий час після відкриття залишалося єдиною еталонною пам'яткою культури ранньої залізної доби в країні. Іншим прикладом поселення ранньої залізної доби є поселення, відкрите у 1971 році біля села Найбабад, розташоване на 200 км східніше. На зламі 19 і 20 століть у Гіндукуші видобувалася значна кількість заліза. У 1972 році франко-німецькою групою «Nenot-Pic» проведено техніко-економічне обґрунтування розробки найбільшого в Афганістані родовища залізних руд Хаджигак, за яким запропоновано будівництво заводу з повним металургійним виробництвом і доменною піччю, враховуючи можливість використання розташованих неподалік покладів коксівного вугілля. Однак жодного такого заводу в Афганістані згодому так і не збудували. У 1983 році розполи видобуток залізної руди в родовищі Хаджигат, однак оскільки металургійна промисловість у країні на той час не була розвинута, руда йшла на експорт — за американськими даними — в СРСР. У 2011 році право на розробку покладів залізної руди у Хаджигаці отримали індійський державний металургійний консорціум і одна канадська фірма. У 2018 році Афганістан і Іран вели перемови щодо розробки покладів залізної руди на руднику на заході Афганістана у провінції Герат, на кордоні з Іраном, що є продовженням давно експлуатуємого родовища на території Ірана в районі міста Санган. При цьому Іран хотів будувати ГЗК на своїй території, а Афганістан хотів щоб він будувався на його території. На початку 21 століття в Афганістані виникли десятки малих металургійних заводів, переважно приватних, з неповним металургійним циклом, що в основному переплавляли металобрухт і випускали металопрокат для будівельної галузі.

## Сировинна база
Добре відомими і найбільшими в країні є поклади залізної руди у Хаджигаці, що у провінції Баміан.:47 У 2-й половині 20 століття розвідані запаси його становили 100 млн т, :66 гадані становили 1,7 млрд т.:80 Рудний басейн простягається на 32 км, його утворюють 16 окремих зон завдовшки до 5 км і завширшки до 380 м. Руди залягають на глибині до 550 м. 7 з цих зон є добре вивченими. 80 % руди становлять магнетит, пірит і халькопірит. Решту 20 % становлять 3 типи гематитових руд. Окрім залізорудного басейну Хаджигат в Афганістані виявлено ще 4 родовища залізних руд, однак вони вивчені погано.:80 В країні також є багаті поклади коксівного вугілля біля села Шабашак у районі Сара-Суф провінції Саманган і вапняку, що створює умови для будівництва металургійних заводів повного циклу. Вугілля залягає переважно у поясі юрського періоду на відтинку від північних провінцій Тахар і Бадахшан через центр країни на захід до Герата.

## Сучасний стан
В Афганістані немає металургійних заводів з доменним виробництвом, хоча ще принаймі з 1970-х років висловлювалися думки про можливість будівництва в країні доменних печей, що могли би працювати на місцевій залізній руді і коксі з місцевого вугілля. Заводи країни працюють переважно на переплавці металобрухту і спеціалізуються на випуску металопрокату для будівельної галузі. Металургійні заводи Афганістану, що з'явилися після 2000 року і розташовані в різних місцевостях країни, є невеличкими підприємствами, часто займають площу приблизно 200х200 метрів, їхні цехи подекуди представляють собою будівлі ангарного типу. До 2020 року в Афганістані було до 50 малих приватних металургійних заводів. Загальна продуктивність всіх цих заводів країни оцінюється у 700—800 тис. тонн сталі на рік. На кінець 2020 року, за даними Афганського промислового союзу, кількість працюючих металургійних заводів знизилася до 10, при цьому обсяги виробництва впали до 30 %, у зв'язку з чим роботу втратили приблизно 15 000 осіб. Причина — держава припинила продаж металургійним заводам залізної руди й металобрухту. Афганістан щорічно імпортує до 900 000 тонн сталі.

## Підприємства і компанії чорної металургії
У 2020 році в Афганістані налічувалося до 50 невеличких металургійних заводів. Серед них лише кілька виділялися за обсягами виробництва.

### Кабул-Фолад-Стіл
34°11′00.7″ пн. ш. 62°12′44.1″ сх. д. / 34.183528° пн. ш. 62.212250° сх. д.
Компанія «Кабул-Фолад-Стіл» (перс. فابریکه ذوب آهن کابل فولاد, англ. Kabul Folad Steel Corp. Ltd), якій належить однойменний завод — серед найбільших в Афганістані. Будівництво її заводу розпочали у 2010 році, він став до ладу 27 серпня 2012 року. Завод розташований у промисловій зоні міста Герат, що на заході країни. Переплавляє металобрухт, випускає прокат з низьковуглецевої сталі. Продуктивність заводу на момент відкриття становила 80 т сталі на день з планом доведення її до 400 тонн на день. На момент початку роботи у 2012 році це був найбільший металургійний завод на заході країни, на ньому працювало 200 осіб. У 2014 році річние виробництво заводу становило 29 тис. т.

### Хан-Стілл
34°33′48.3″ пн. ш. 69°15′25.1″ сх. д. / 34.563417° пн. ш. 69.256972° сх. д.
Державна компанія «Хан-Стілл» (пушту خان سټیل) є однією з найбільших металургійних компаній Афганістану. У 2015 році компанія ввела до ладу сталеплавильний завод, побудований на території Кабульського промислового парку Поль-е-Чархі. Завод переплавляє металобрухт, виробляє металопрокат, зокрема арматуру діаметром 8—32 мм. У 2017 році готувалося виробництво двутаврових балок та кутового прокату.

### Сіно-Афган-Стіл
«Сіно-Афган-Стіл» (англ. Sino Afghan Steel Co.) належить афганській компанії «Ватан-Груп» («Національна група») — компанія з виплавки сталі та виготовлення сталевого прокату. Належить до найпотужніших компаній країни.:2.10 Компанія володіє заводом площею 20 000 м², розташованим у промисловому парку Пол-і-Чаркхі в Кабулі. Завод має 6 індукційних печей високої потужності з установкою повторного нагрівання та прокатки, призначеної для виробництва сталевих прутів товщиною від 8 мм до 34 мм. Випускає також різноманітні сталеві вироби, включаючи великі телекомунікаційні вежі, навіси та кришки люків.

### Афганський національний металургійний завод
Компанія «Афганський національний металургійний завод» була заснована у 2016 році, вона розташована біля міста Кабула. Спочатку займалася імпортом металу. На момент будівництва заводу компанії планувалося, що він забеспечуватиме 10 % внутрішніх потреб країни у металі для будівельної галузі.

## Виноски
1. 1 2 3 4  Afghanistan- Steel industry shrinks amid dwindling sales. menafn.com. MENAFN- Afghanistan Times. 10.12.2020. Процитовано 1 травня 2022. (англ.)
2. ↑  Ранний железный век: сб. статей. — М.: Наука, — 1980. — С. 109. (рос.)
3. ↑  J. Lhuillier. A short note on the Iron Age at Tillya-tepe and Naibabad (Afghanistan). // J. Lhuillier and N. Boroffka (eds.). A Millennium of History. The Iron Age in southern Central Asia (2nd and 1st Millennia BC). Proceedings of the conference held in Berlin (June 23-25, 2014). Berlin, 2018, p. 113—122. (англ.)
4. ↑  Афганистан // Энциклопедический словарь : в 86 т. (82 т. и 4 доп.). — СПб. : Ф. А. Брокгауз, И. А. Ефрон, 1890—1907. (рос.)
5. 1 2 3  Minerals in Afghanistan. The Hajigak iron deposit (PDF). Afghanistan Geological Survey. Процитовано 7 травня 2022. (англ.)
6. ↑  Afghanistan: A Country Study. Fifth Edition. 1986. P. 195—196. (англ.)
7. ↑  E. Najafizada (29.11.2011). Indian Group Wins Rights to Mine in Afghanistan’s Hajigak. https://www.bloomberg.com Bloomberg. Bloomberg L.P. Процитовано 1 травня 2022. {{cite web}}: Зовнішнє посилання в |website= (довідка) (англ.)
8. ↑  Iran Steps In to Invest in Afghanistan Iron Ore Mine. financialtribune.com financial tribune. Financial Tribune Daily. 3.04.2018. Процитовано 7 травня 2022. (англ.)
9. 1 2 3 4 5 6 7  Afghanistan Mineral & Mining Sector Investment and Business Guide Volume 1 Strategic Information and Regulations. IBP, Inc. 2017. ISBN 1-5145-0470-7 (англ.)
10. 1 2  Афганистан. // Большая советская энциклопедия : в 30 т. / главн. ред. А. М. Прохоров. — 3-е изд. — М. : «Советская энциклопедия», 1969—1978. (рос.)
11. ↑  A Concise History of Afghanistan in 25 Volumes. Volume 14. Trafford Publishing, 2013. P. 707. (англ.)
12. 1 2  About Us. www.kabulfoladsteel.af. Kabul Folad steel. Процитовано 5 травня 2022.
13. ↑  Biggest steel mill in Afghanistan’s west inaugurated. unama.unmissions.org. United Nations. 31.08.2012. Процитовано 5 травня 2022.
14. 1 2  Minerals Yearbook: Area Reports: International Review 2014 Asia and the Pacific. Volume 3. 2017. U.S. Government Printing Office, P. 210 (англ.)
15. ↑  About Us. Khan Steel Mill. 2017. Архів оригіналу за 16 травня 2022. Процитовано 1 травня 2022. [Архівовано 16 травня 2022 у Wayback Machine.] (англ.)
16. ↑  Sino-Afghan Steel. www.watan-group.com. Watan Group. 2022. Процитовано 7 травня 2022. (англ.)
17. ↑  Afghanistan National Steel Meel. afghan-steel.com. 2018. Процитовано 7 травня 2022. (англ.)

| Прапор Афганістану | Це незавершена стаття про Афганістан. Ви можете допомогти проєкту, виправивши або дописавши її. |